# Grobianus

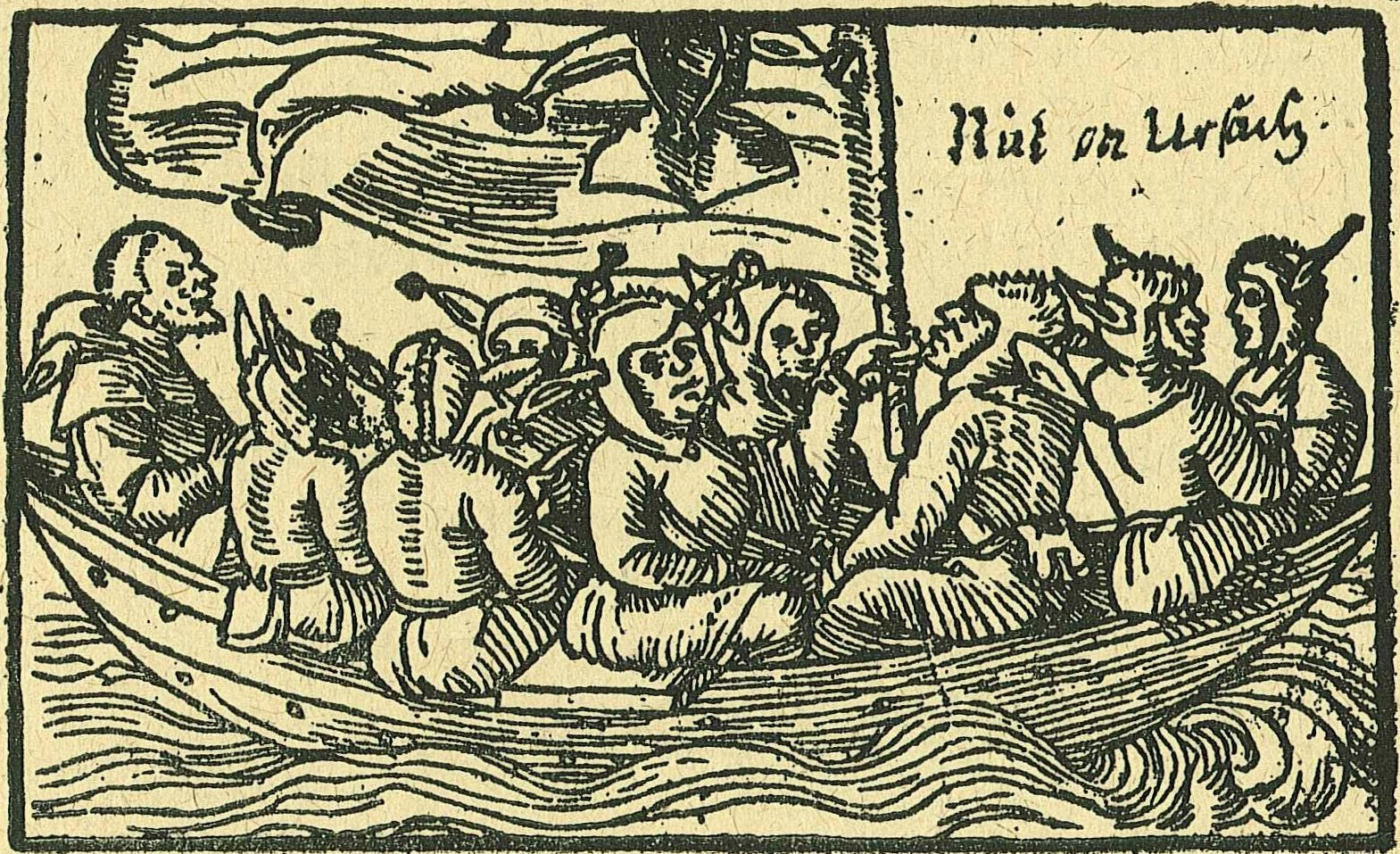
Illustration de La Nef des fous de Sébastien Brant.

Grobianus, sous sa forme latine, ou Grobian, sous sa forme germanique, est un personnage du folklore allemand qui symbolise la rustrerie (l'adjectif grob, dont son nom est dérivé, signifie grossier).

## Origines
Il apparaît pour la première fois en 1494, sous la plume de Sébastien Brant, dans La Nef des fous (Das Narrenschiff) : il prend alors les traits d'un saint patron de la grossièreté. On le retrouve, métamorphosé en porc, dans la Confrérie des fripons (Die Schelmenzunft) de Thomas Murner, en 1512. Un petit opuscule publié en 1538 porte pour titre : Grobianus Tischzucht (ou Petit Grobianus) : il s'adresse aux Frères de la Porcherie.

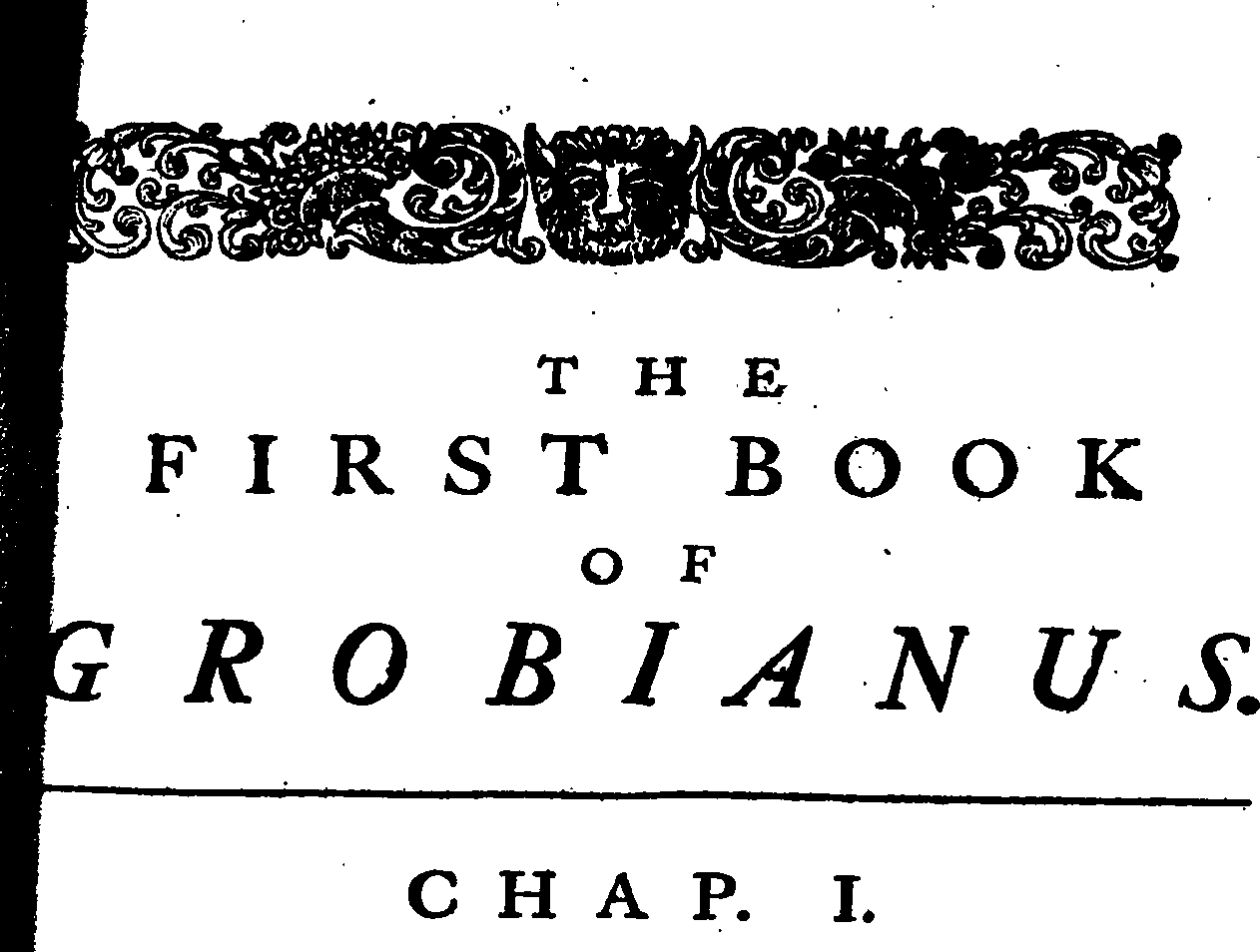
Fleuron du livre de Friedrich Dedekind.

Mais c'est Friedrich Dedekind (1524-1598), élève de Philippe Melanchthon et bientôt pasteur luthérien, qui contribue de manière décisive au développement de ce que l'on appela postérieurement le « grobianisme » : il publie en 1549 un poème en deux livres, intitulé Grobianus ; un troisième livre est ajouté en 1552. Ce poème en latin se compose de distiques élégiaques. Il présente de manière ironique les règles de la rustrerie : puisque les gens n'ont jamais été aussi mal élevés que depuis qu'on leur apprend les bonnes manières dans des traités de civilité, dit à peu près Dedekind, inculquons-leur de mauvaises manières, et qui sait si leurs mœurs ne s'amélioreront pas ? Le Grobianus est traduit en langue vernaculaire dès 1551, par Caspar Scheidt : il s'agit d'une traduction libre, dont la préface met en scène « Maître Grobianus » et sa femme, Grobiana. C'est par cette traduction que le personnage entre définitivement dans le folklore allemand.
En littérature, on le retrouve notamment dans la Geschichtklitterung de Johann Fischart, dont Caspar Scheidt est le parrain : la Geschichtklitterung étant une traduction libre du Gargantua de Rabelais, le grobianisme et le pantagruélisme se rejoignent ici, pour la première fois.
Le poème de Dedekind est retraduit à plusieurs reprises : en allemand de nouveau (1567 et 1640), en hongrois (1592), en anglais (1609 et 1739), en polonais (1637), en tchèque (1647). Mais cet humour peu raffiné n'est pas du goût de tous : Karl Marx décrit le grobianisme comme une émanation douteuse de la petite-bourgeoisie allemande. De fait, après Norbert Elias, les commentateurs se sont principalement intéressés à sa signification historique et sociologique, le rapportant à l'émergence d'une classe moyenne dans l'Allemagne de la Renaissance. On pourrait aussi envisager une lecture historico-religieuse du phénomène, et se demander pourquoi un pasteur comme Dedekind composa un poème à ce point excessif et complaisant, du moins à nos yeux : l'évolution des formes de piété dans la sphère luthérienne apporterait sans doute des éléments de réponse intéressants.[Interprétation personnelle ?]